# Toyota w FIA World Endurance Championship
Toyota w FIA World Endurance Championship – Toyota bierze udział w zawodach FIA WEC od początku ich istnienia, tj. 2012 roku. W tych zawodach po raz pierwszy w historii wystawiono bolid z napędem hybrydowym, Toyotę TS030 Hybrid. Bolid został zaprojektowany i zbudowany przez Toyota Motorsport GmbH (TMG) z Kolonii, gdzie siedzibę ma cały zespół wyścigowy. W przeszłości w TMG umiejscowiony był też zespół Toyota World Rally i fabryczny zespół Formuły 1, także o nazwie Toyota Racing.
Zawody FIA WEC zastąpiły serię Intercontinental Le Mans Cup rozgrywaną w latach 2010 – 2011. Obie serie kontynuują tradycję serii znanej pod ogólną nazwą FIA World Sportscar Championship rozgrywaną w latach 1953 – 1992. Seria ta co kilka lat zmieniała nazwę. W latach 1981 – 1985 przybrała nazwę World Endurance Championship. Zespół Toyoty zadebiutował w nich w tym właśnie okresie, tj. w 1983 roku.

## Historia

### 2012
W 2012 roku Toyota powróciła do wyścigów długodystansowych po raz pierwszy od 1999 r., tj. od ostatniego startu Toyoty GT One.
Dyrektorem odnowionego zespołu został Yoshiaki Kinoshita, a dyrektorem technicznym Pascal Vasselon. Siedziba stajni mieści się w Kolonii w Niemczech. Debiut miał nastąpić w 6-godzinnym Spa-Francorchamps w maju 2012, jednak w wypadku podczas testu w Paul Ricard karoseria została na tyle uszkodzona, że trzeba było wyprodukować nową. Pierwszy start w sezonie miał miejsce w wyścigu 24-godzinnym wyścigu Le Mans w czerwcu 2012. TS030 Hybrid prowadzony przez Anthony'ego Davidsona uległ wypadkowi. Drugi samochód przez pewien czas utrzymywał się na pozycji lidera, jednak nie ukończył wyścigu. Toyota Racing zajęła 2. miejsce w następnym wyścigu, tj. w 6-godzinnym wyścigu Silverstone. W kolejnych 4 wyścigach 3 razy zajęła 1. miejsce – w 6-godzinnym wyścigu São Paulo, 6-godzinnym wyścigu Fuji i na zakończenie sezonu w 6-godzinnym wyścigu Shanghai.

### 2013
Toyota rozpoczęła sezon 2013 na wyścigu 6-godzinnym Silverstone, wystawiając dwa bolidy TS030 Hybrid. Oba samochody w kwalifikacjach osiągnęły świetne czasy. Pierwszy, z numerem 7, wyprzedził Audi o ponad 3 s, drugi był tuż za nim. Jednak w głównym wyścigu samochody Toyoty zajęły 3. i 4. miejsce z powodu problemów z oponami. W drugim wyścigu, w Spa-Francorchamps, zadebiutowała nowa wersja Toyoty TS030 Hybrid o bardziej aerodynamicznych właściwościach. Po trzech godzinach wyścigu unowocześniony bolid z numerem 7 musiał zakończyć swój udział z powodu przegrzania hamulców. Siostrzany bolid z numerem 8 dotarł na metę na 4. pozycji. Po wyścigu dyrektor techniczny Pascal Vasselon zwrócił uwagę, że po analizie awarii mającej miejsce w Spa jego zespół doszedł do wniosku, że obecne regulacje FIA znacząco faworyzują samochody z silnikiem turbo diesla, m.in. zwycięzcy wyścigu, Audi. Wezwał ACO i FIA do ich rewizji przed głównym wyścigiem serii, 24h Le Mans. FIA i ACO sprawdziły regulacje techniczne i przyznały Vasselonowi rację. W maju 2013 zasady zostały zmienione, tak aby wyrównać szanse samochodów benzynowych i diesli w nadchodzących wyścigach.

### 2014
Toyota Motorsport GMBH przygotowała na trzeci sezon startów w FIA WEC nowy bolid o nazwie Toyota TS040 Hybrid, zgodny z nowymi wytycznymi dla prototypów Le Mans. Zmiany w wymaganiach dotyczyły głównie obniżenia zużycia paliwa o 25%. Zespół wprowadził także zmiany w podziale kierowców: w bolidzie nr 7 jeżdżą Alex Wurz, Stéphane Sarrazin i Kazuki Nakajima, a w bolidzie nr 8 Anthony Davidson, Nicolas Lapierre i Sébastien Buemi. TS040 Hybrid miał swój debiut torowy 21 stycznia na torze Paul Ricard. Tegoroczny sezon rozpoczął się 6-godzinnym wyścigiem na torze w Silverstone, po raz pierwszy według nowych reguł dla prototypów Le Mans. Nowe bolidy hybrydowe Toyoty i Audi otrzymały kolejnego rywala – Porsche. W kwalifikacjach Toyota z nr. 7 objęła pozycję lidera z czasem 1 m 44.774 s, wyprzedzając Audi o 0.005 s. W głównym wyścigu Toyota z nr. 8 zajęła 1. miejsce, a Toyota z nr. 7 zajęła 2 pozycję. Sześciogodzinny wyścig został skrócony o 26 minut z powodu intensywnego deszczu. To było pierwsze podwójne zwycięstwo zespołu Toyota Racing w FIA WEC.
W 6-godzinnym wyścigu w Spa-Francorchamps bolid nr 8 Toyoty ponownie zajął pierwsze miejsce po przejechaniu 171 okrążeń w 6:01'31.675. Samochód startował na drugiej pozycji. Anthony Davidson przejechał najszybsze okrążenie wyścigu w czasie 2'01.327. Bolid nr 7 zajął trzecie miejsce po starcie z pozycji czwartej. Także przejechał 171 okrążeń, w czasie 6:02'52.536, ustępując pola bolidowi Audi.
W 24-godzinnym wyścigu w Le Mans załoga bolidu nr 8 zajęła 3. miejsce, po tym, jak wróciła na tor po groźnym wypadku, i utrzymała prowadzenie w klasyfikacji generalnej. Do kolizji doszło półtorej godziny po starcie, gdy rozpadał się deszcz. Zderzyły się Audi nr 3, Toyota nr 8 i Ferrari nr 81. Od początku wyścigu aż do piątej rano nieprzerwanie prowadził zespół bolidu nr 7, jednak wyeliminowała go z wyścigu awaria w wiązce elektrycznej, której nie udało się zlokalizować.
W następnej rundzie na Circuit of the Americas w Austin, USA Kazukiego Nakajimę zastąpił Mike Conway, kierowca rezerwowy zespołu Toyota Racing.
W 6-godzinnym wyścigu Circuit of the Americas bolid nr 8 wystartował z pole position i zajął 3. miejsce oraz zaliczył najszybsze okrążenie w czasie 1’50.390 min. Bolid nr 7 zajął 6. miejsce. Obie hybrydowe Toyoty rozpoczęły wyścig na prowadzeniu, lecz po godzinie spadł rzęsisty deszcz, który spowodował chaos na torze. Samochody wypadły z toru i straciły po okrążeniu, zaś nr 8 utknął na żwirze. Podobny los spotkał wiele innych kierowców, dlatego przerwano wyścig ze względów bezpieczeństwa. Po godzinie wznowiono zawody. Nicolas Lapierre (nr 8) wystartował na 4. pozycji, zaś Mike Conway (nr 7) na 7. pozycji. Anthony Davidson (nr 8) zaczął intensywnie zmniejszać dystans do liderów. Sébastien Buemi serią bardzo szybkich okrążeń, w tym najszybszego okrążenia wyścigu, zdobył trzecie miejsce.
W 6-godzinnym wyścigu Fuji zespół nr 8 Toyota Racing okazał się najszybszy zarówno w kwalifikacjach, czym wywalczył pole position, jak i w głównym wyścigu. Bolid nr 8 przejechał także najszybsze okrążenie wyścigu w czasie 1'27.815. Na japońskim torze wystartowali Anthony Davidson i Sébastien Buemi. Nicolas Lapierre zrezygnował z wyścigu z przyczyn osobistych. Drugie miejsce przypadło bolidowi nr 7 startującemu z 4. pozycji. Dzięki podwójnemu zwycięstwu zespół Toyota Racing odzyskał prowadzenie w klasyfikacji producentów. Wśród kierowców prowadzą ex aequo Davidson i Buemi. Lapierre stracił do nich 26 punktów z powodu nieobecności w Fuji i tym samym znalazł się na 2. miejscu.
Podczas 6-godzinnego wyścigu w Szanghaju zespół nr 8 zajął pierwsze miejsce, zaś zespół nr 7 drugie, wjeżdżając na metę z przewagą okrążenia przed Porsche i Audi. Był to drugi wyścig z rzędu i trzeci w serii, w którym hybrydowe Toyoty zajęły dwa najwyższe miejsca podium. Po wyścigu w Chinach przewaga Toyoty nad drugim w klasyfikacji producentów Audi sięgnęła 29 punktów. Sébastien Buemi wykonał najszybsze okrążenie wyścigu w 1 min 48.694 s. Oba zespoły przejechały po 188 okrążeń.
6-godzinny wyścig w Bahrajnie wygrał zespół nr 7: Alex Wurz, Stéphane Sarrazin i Mike Conway po przejechaniu 195 okrążeń. Zespół nr 8 ukończył wyścig na 11. pozycji, przejechawszy 177 okrążeń, co i tak zagwarantowało Anthony'emu Davidsonowi i Sébastienowi Buemi zwycięstwo w kategorii kierowców, jeszcze przed zakończeniem serii. Bolid nr 8 musiał zatrzymać się na pół godziny na wymianę alternatora. Gdy powrócił na tor, zajmował 26. miejsce. Do końca wyścigu kierowcom udało się poprawić ten wynik o 15 pozycji. Najszybsze okrążenie przejechał bolid nr 8 w czasie 1 min 45.989 s. Po wyścigu w Bahrajnie zespół Toyota Racing umocnił swoją przewagę w kategorii producentów nad drugim w klasyfikacji zespołem Audi do 40 punktów.
Ostatni wyścig serii, 6-godzinny w San Paulo, zakończył się dla Toyoty Racing zajęciem 2. miejsca przez zespół nr 8 i 4. miejsca przez zespół nr 7. Walkę Davidsona o zwycięstwo przerwał wyjazd na tor samochodu bezpieczeństwa z powodu złej pogody. To jednak wystarczyło, aby Toyota Racing została mistrzem świata wyścigów FIA World Endurance Championship. W klasyfikacji generalnej kierowców Davidson i Buemi zajęli 1. pozycję, zaś Wurz i Sarrazin 5. pozycję.

### 2015
1 kwietnia funkcję dyrektora zespołu i prezesa Toyota Motorsport GmbH objął Toshio Sato, zastępując na tym stanowisku Yoshiaki'ego Kinoshitę.
W pierwszym wyścigu sezonu w Silverstone bolid Toyota TS040 Hybrid nr 1 prowadzony przez Anthony’ego Davidsona, Sébastiena Buemiego i Kazuki Nakajimę zajął trzecie miejsce ze stratą 14.816 s do zajmującego pierwsze miejsce Audi. Bolid nr 2 zajął 4. miejsce. Prowadzili go Alex Wurz, Stéphane Sarrazin i Mike Conway.
Wyścig rozpoczęli Buemi (nr 1) i Wurz (nr2). Po pół godziny nr 1 był trzeci, zaś nr2 szósty. Następnie bolid nr1 spadł na 5. miejsce z powodu problemów z przyczepnością, ale Porsche nr 17 i Audi nr 8 musiały zjechać do boksów na usunięcie awarii. Wówczas obie Toyoty przesunęły się na 3. i 4. pozycję. Po jednej czwartej wyścigu za kierownicami zasiedli Davidson (nr 1) i Conway (nr 2). Davidson skrócił dystans do czołówki i wkrótce nawiązał walkę. Po następnym zjeździe do boksów bolid nr 1 objął prowadzenie. Dla zaoszczędzenia czasu Davidson nie zdecydował się na zmianę opon, w przeciwieństwie do Porsche i Audi. W połowie wyścigu kierowców zmienili Nakajima i Sarrazin. Na tym etapie Audi nr 7 uzyskało wyraźną przewagę, Porsche nr 18 i Toyota nr 1 walczyły o drugie miejsce, a Toyota nr 2 jechała jako czwarta
Na ostatnią godzinę stery przejęli znów Buemi nr 1 i Wurz nr 2, jednak nie przyniosło to poprawy sytuacji. Toyota nr 1 pozwoliła się wyprzedzić Porsche nr 18 i zajęła ostatecznie trzecie miejsce.
Drugi wyścig odbył się 2 maja w Spa-Francorchamps w Belgii. W 6-godzinnym wyścigu Toyota TS040 Hybrid nr2 zajęła 5. miejsce, zaś nr 1 8. miejsce. Problemy z instalacją elektryczną bolidu nr 1 spowodowały dwa nieplanowane zjazdy do boksu, które zajęły łącznie ponad 20 minut. Gdy Sébastien Buemi wrócił na tor, zajmował 14. miejsce. Po tym wyścigu Toyota Gazoo zajmuje trzecie miejsce w klasyfikacji generalnej producentów z 47 punktami łącznie. Alex Wurz, Stéphane Sarrazin i Mike Conway zajęli po wyścigu Spa-Francorchamps 3. miejsce w klasyfikacji kierowców, obrońcy tytułu mistrzów Anthony Davidson i Sébastien Buemi zajęli 4. miejsce, zaś Kazuki Nakajima zajął 7. miejsce.
Najważniejszy wyścig serii, 24-godzinny wyścig Le Mans oba bolidy ukończyły z rozczarowującym wynikiem. TS040 #1 zajął 8. miejsce, a #2 6. miejsce. Oba samochody jechały konsekwentnie i bez większych problemów technicznych, mimo to nie zdołały zagrozić rywalom. Jedynym większym incydentem było zderzenie Anthony'ego Davidsona z samochodem klasy GT, w wyniku którego uszkodzony został przedni prawy róg samochodu. Naprawa spowodowała stratę 13 minut i powrót na tor 5 okrążeń za liderem.
Tor Nürburgring wrócił do serii wyścigów długodystansowych FIA po raz pierwszy od 2009 roku. W 6-godzinnym wyścigu Nürburgring bolid #1 zajął 5. miejsce po przejechaniu 200 okrążeń, zaś bolid #2 zajął 6. miejsce, pokonując 199 okrążeń. Po czwartym wyścigu sezonu Toyota zajmuje 3. miejsce w klasyfikacji konstruktorów. Wurz, Conway i Sarrazin zajmują 7. miejsce, Davidson i Buemi zajmują 8. miejsce, zaś na 9. pozycji znalazł się Kazuki Nakajima.
Podczas 6-godzinnego wyścigu na torze Circuit of the Americas w Teksasie bolid #1 zajął 4. miejsce. Bolid #2 nie ukończył wyścigu z powodu wypadku. Mike Conway stracił kontrolę nad samochodem w czasie wyprzedzania wolniejszych pojazdów i uderzył w bandę. Zespół Toyota Gazoo Racing zajmuje po tym wyścigu 3. miejsce w klasyfikacji generalnej producentów.
6-godzinny wyścig na torze Fuji zakończył się 5. miejscem dla TS040 #1 i 6. miejscem dla bolidu #2. Przez pierwsze 40 minut zawodnicy jechali za samochodem bezpieczeństwa z powodu intensywnego deszczu – Kazuki Nakajima w #1 na piątej pozycji, zaś Alex Wurz w #2 na szóstym miejscu. Kiedy wyścig się zaczął, Kazuki ostro przyspieszył, docierając na 3. pozycję, przed końcem pierwszej godziny stoczył zaciętą walkę z Porsche #17, po czym spadł na 4. miejsce. Stéphane Sarrazin w #2 został potrącony przez samochód GT. W wypadku został uszkodzony system chłodzenia, co skończyło się 13-minutową naprawą. Samochód kierowany przez Mike'a Conwaya wrócił na tor na 19 miejsce ze stratą 12 okrążeń. Po tej stracie Conway wywalczył 8. pozycję, zaś po zamianie Alex Wurz zdobył ostatecznie 6. miejsce. Kazuki Nakajima dojechał na metę jako piąty.
Podczas 6-godzinnego wyścigu w Szanghaju Bolid #1 zajął 6. miejsce, natomiast #2 5. miejsce, tracąc odpowiednio 4 i 5 okrążeń do lidera.
W 6-godzinnym wyścigu w Bahrajnie bolid #2 zajął 3 miejsce, a Stéphane Sarrazin, Alex Wurz i Mike Conway po raz pierwszy w tym sezonie stanęli na podium. Było to drugie podium Toyota Gazoo Racing w 2015 roku. Bolid #1 zakończył wyścig na 4. pozycji. Ostatni wyścig serii FIA WEC 2015 zakończył się 3. miejscem w klasyfikacji generalnej dla zespołu Toyoty. Był to też ostatni występ bolidu TS040 Hybrid. W przyszłym roku Toyota wystawi 2 lub 3 samochody następnej generacji.
10 listopada Alex Wurz ogłosił odejście z zespołu po wyścigu w Bahrajnie. Wurz był pierwszym kierowcą, który potwierdził dołączenie do zespołu Toyoty w serii FIA WEC w 2011 roku. Za jego sprawą zespół zdobył pierwsze pole position oraz pierwsze zwycięstwo w Brazylii w 2012 roku. Wurz wystartował z Toyotą w 28 wyścigach FIA WEC, wygrał 5 z nich, a w 11 stanął na podium.
Od pierwszego wyścigu na torze Silverstone w kwietniu 2014 roku bolidy Toyota TS040 Hybrid wygrały 5 wyścigów, w tym trzy razy zajęły 1. i 2. miejsce, 13 razy znalazły się na podium, 4 razy wystartowały z pole position, w tym w 24-godzinnym wyścigu Le Mans w 2014 roku.
W klasyfikacji generalnej kierowców Davidson i Buemi zajęli w 2015 roku 5. miejsce z liczbą 79 punktów. Wurz, Conway i Sarrazin zajęli 6. miejsce także z liczbą 79 punktów. Nakajima zajął 7. miejsce z liczbą 75 punktów.

### 2016

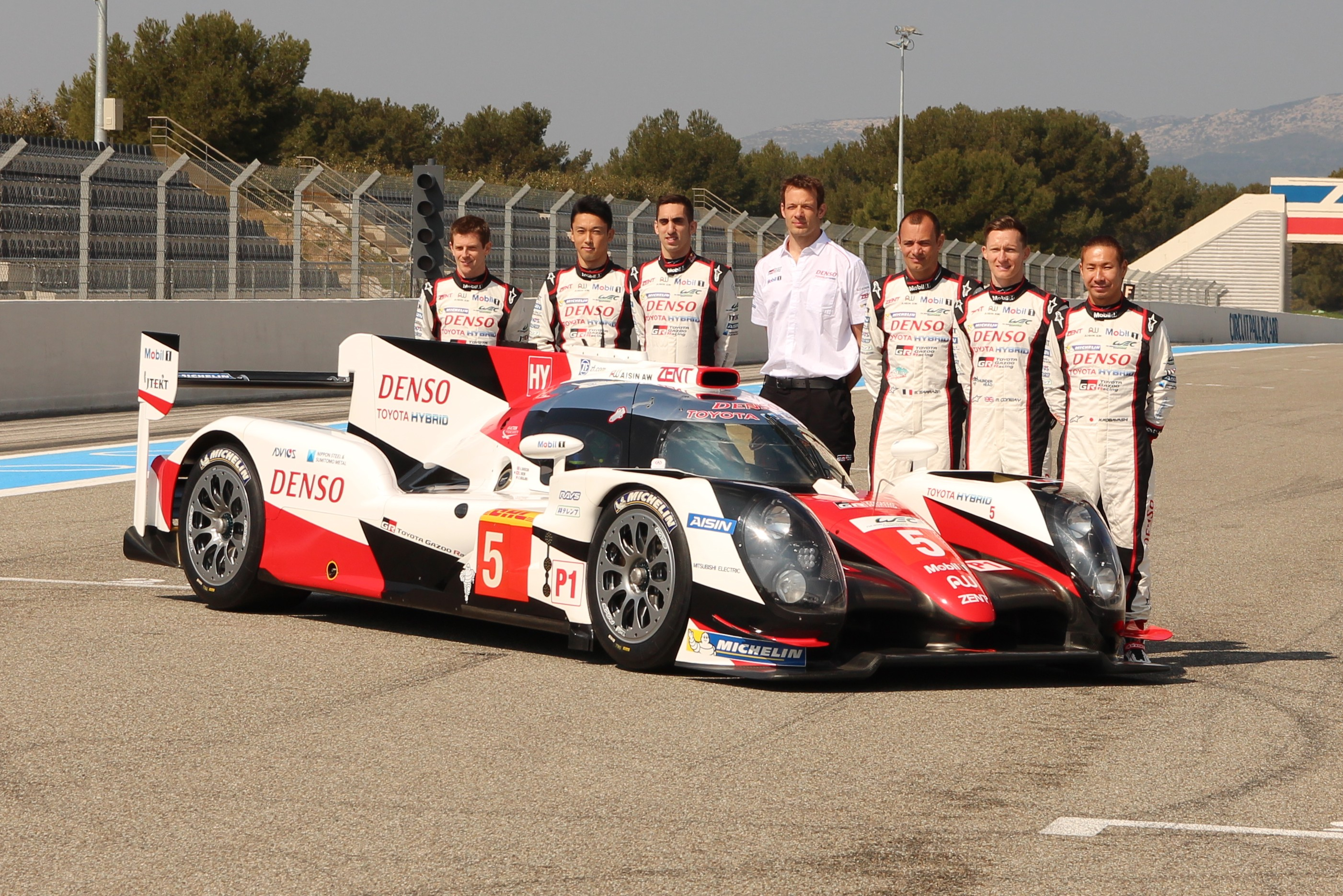
Toyota TS050 Hybrid model 2016 na oficjalnym teście na torze Paul Ricard

W sezonie 2016 zespół startował nowym bolidem Toyota TS050 Hybrid. Zmiany w stosunku do Toyota TS040 Hybrid obejmują m.in. nadwozie, silnik i układ hybrydowy. Alexa Wurza zastąpił Kamui Kobayashi. Wurz pozostał w zespole na stanowisku doradcy.

TS050 Hybrid zbudowano w Centrum Technicznym Higashi-Fuji Toyoty. Podczas konferencji prasowej w Tokio Toyota zaprezentowała odświeżone logo TOYOTA GAZOO Racing oraz nowe barwy samochodów wyścigowych.
TS050 Hybrid 2016 został zaprezentowany na torze Paul Ricard podczas oficjalnych testów w 25 i 26 marca 2016 roku. Toyota konkurowała w klasie LMP1-Hybrid z zespołami Porsche i Audi. Przed oficjalną prezentacją na torze Paul Ricard samochód odbył 22 tys. km testów.

### Kierowcy
TS050 Hybrid #5: Anthony Davidson, Sébastien Buemi (mistrzowie świata 2014), Kazuki Nakajima

TS050 Hybrid #6: Stéphane Sarrazin, Mike Conway i nowy członek zespołu, Kamui Kobayashi, który jesienią 2015 roku zastąpił Alexa Wurza.

### Wyścigi

#### 6-godzinny wyścig Silverstone
TS050 Hybrid #5 (Anthony Davidson, Sébastien Buemi, Kazuki Nakajima)

Miejsce: 16, 170 okrążeń, 7 pit stopów, najszybsze okrążenie: 1 min 41,076 s

TS050 HYBRID #6 (Stéphane Sarrazin, Mike Conway, Kamui Kobayashi)

Miejsce: 2, 193 okrążenia, 7 pit stopów, najszybsze okrążenie: 1 min 40,657 s

#### 6-godzinny wyścig Spa-Francorchamps
TS050 HYBRID #5 (Sébastien Buemi, Anthony Davidson, Kazuki Nakajima)

Miejsce: 26, 114 okrążeń, najszybsze okrążenie: 1 min 59,740 s

TS050 HYBRID #6 (Stéphane Sarrazin, Mike Conway, Kamui Kobayashi)

Wyścig przerwany po 3 h 23 min, 87 okrążeń, najszybsze okrążenie: 2 min 00,177 s

#### 24-godzinny wyścig w Le Mans
TS050 HYBRID #5 (Sébastien Buemi, Anthony Davidson, Kazuki Nakajima)

wyścig nie ukończony
TS050 HYBRID #6 (Stéphane Sarrazin, Mike Conway, Kamui Kobayashi)

Miejsce: 2
W 84. wyścigu Le Mans 24 Hours, rozgrywanym 18-19 czerwca 2016 r., wystartowały oba bolidy TS050 Hybrid z numerami 5 i 6. Przez 24 godziny obie Toyoty jechały w pierwszej trójce wraz z Porsche o numerze 2, nawiązując z nim wyrównaną walkę. Na przedostatnim okrążeniu prowadząca w wyścigu Toyota z numerem 5 utraciła moc i zatrzymała się. Samochód udało się uruchomić, jednak dojechał do mety zbyt wolno, by został sklasyfikowany. Toyota TS050 Hybrid numer 6 ukończyła wyścig na drugim miejscu. Przyczyną usterki samochodu numer 5 był defekt połączenia między turbosprężarką a intercoolerem.

#### 6-godzinny wyścig na Nürburgring
TS050 Hybrid #5 (Anthony Davidson, Sébastien Buemi, Kazuki Nakajima)

Miejsce: 5, 193 okrążenia, 6 pit stopów, najszybsze okrążenie: 1 min 41,277 s

TS050 HYBRID #6 (Stéphane Sarrazin, Mike Conway, Kamui Kobayashi)

Miejsce: 6, 190 okrążeń, 7 pit stopów, najszybsze okrążenie: 1 min 41,472 s

#### 6-godzinny wyścig Meksyku
TS050 Hybrid #5 (Anthony Davidson, Sébastien Buemi, Kazuki Nakajima)

Wyścig nieukończony, 62 okrążenia, 2 pit stopy, najszybsze okrążenie: 1 min 26,767 s

TS050 HYBRID #6 (Stéphane Sarrazin, Mike Conway, Kamui Kobayashi)

Miejsce: 3, 230 okrążeń, 7 pit stopów, najszybsze okrążenie: 1 min 26,083 s

#### 6-godzinny wyścig na CIRCUIT OF THE AMERICAS
TS050 Hybrid #5 (Anthony Davidson, Sébastien Buemi, Kazuki Nakajima)

Miejsce: 5, 184 okrążenia, 8 pit stopów, najszybsze okrążenie: 1 min 48,482 s

TS050 HYBRID #6 (Stéphane Sarrazin, Mike Conway, Kamui Kobayashi)

Miejsce: 3, 186 okrążeń, 7 pit stopów, najszybsze okrążenie: 1 min 48,544 s

#### 6-godzinny wyścig na torze Fuji
TS050 Hybrid #5 (Anthony Davidson, Sébastien Buemi, Kazuki Nakajima)

Miejsce: 4, 244 okrążenia, 6 pit stopów, najszybsze okrążenie: 1 min 25,377 s

TS050 HYBRID #6 (Stéphane Sarrazin, Mike Conway, Kamui Kobayashi)

Miejsce: 1, 244 okrążeń, 6 pit stopów, najszybsze okrążenie: 1 min 25,320 s

#### 6-godzinny wyścig w Szanghaju
TS050 Hybrid #5 (Anthony Davidson, Sébastien Buemi, Kazuki Nakajima)

Miejsce: 3, 195 okrążeń, 6 pit stopów, najszybsze okrążenie: 1 min 46,791 s

TS050 HYBRID #6 (Stéphane Sarrazin, Mike Conway, Kamui Kobayashi)

Miejsce: 2, 195 okrążeń, 7 pit stopów, najszybsze okrążenie: 1 min 46,822 s

#### 6-godzinny wyścig w Bahrajnie
TS050 Hybrid #5 (Anthony Davidson, Sébastien Buemi, Kazuki Nakajima)

Miejsce: 4, 200 okrążeń, 6 pit stopów, najszybsze okrążenie: 1 min 42,867 s

TS050 HYBRID #6 (Stéphane Sarrazin, Mike Conway, Kamui Kobayashi)

Miejsce: 5, 200 okrążeń, 6 pit stopów, najszybsze okrążenie: 1 min 43,096 s

### 2017
Sezon 2017 rozpoczął się Prologu na torze Monza. Zadebiutował wówczas Prototyp Toyota TS050 Hybrid 2017, który został poddany szeroko zakrojonym modyfikacjom, opracowanym w Toyota Motorsport GmbH w Niemczech i w Higashi-Fuji w Japonii. Silnik 2.4 l V6 Turbo ma poprawioną wydajność cieplną i zwiększony stopień sprężania. Zmiany objęły komory spalania, blok silnika i głowice cylindrów. Silniki elektryczne są mniejsze i lżejsze, usprawniony został akumulator litowo-jonowy. Poprawiono podwozie. Zgodnie z regulacjami FIA na sezon 2017 Mistrzostw Świata Wyścigów Długodystansowych (WEC) obniżono efektywność aerodynamiczną auta – podniesiono przedni spojler o 15 mm oraz zwężono tylny dyfuzor. Toyota zmodyfikowała aerodynamikę samochodu, korzystając z tuneli aerodynamicznych i obliczeniowej mechaniki płynów. Według nowych regulacji FIA zespoły mogą korzystać z 2 konfiguracji aerodynamicznych, zamiast 3 tak jak w 2016 roku.
Współpracująca z Toyota Gazoo Racing firma Michelin opracowała nowe mieszanki i konstrukcje opon, aby ograniczyć ścieranie się opon. W 6-godzinnych wyścigach trzeba się ograniczyć do 4 zestawów opon plus 2 zapasowych. Toyota zmieniła geometrię zawieszenia, aby dodatkowo zmniejszyć zużycie opon. Przed rozpoczęciem sezonu TS050 Hybrid 2017 przejechał 30 tys. km w 5 testach na torach Paul Ricard, Motorland Aragon i Portimao. Próby objęły 30-godzinny test długodystansowy.

#### Kierowcy
TS050 Hybrid #7: Mike Conway, Kamui Kobayashi i José María López.
TS050 Hybrid #8: Anthony Davidson, Sébastien Buemi i Kazuki Nakajima.
TS050 Hybrid #9: Stéphane Sarrazin, Yūji Kunimoto i Nicolas Lapierre (samochód startuje w 6-godzinnym wyścigu na torze Spa-Francorchamps i w 24-godzinnym wyścigu w Le Mans. Skład przewidziany na początku sezonu. W trakcie sezonu następowały zmiany.

#### Wyścigi

##### 6-godzinny wyścig Silverstone
TS050 HYBRID #8 (Sébastien Buemi, Anthony Davidson, Kazuki Nakajima)

Miejsce: 1, 197 okrążeń, 6 pit stopów, najszybsze okrążenie: 1 min 39,804 s

TS050 HYBRID #7 (Mike Conway, Kamui Kobayashi, José María López)

Miejsce: 23, 159 okrążeń, 6 pit stopów, najszybsze okrążenie: 1 min 39,656 s
Toyota TS050 Hybrid #7 zdobyła pole position. Obie Toyoty rozpoczęły wyścig na prowadzeniu. Buemi, Davidson i Nakajima wygrali wyścig po zaciętej walce z Porsche #2. W 4. godzinie wyścigu #7 José María Lopez uderzył w barierę. Po wypadku kierowca został odwieziony do szpitala, jednak nie stwierdzono żadnych urazów. Samochód uległ uszkodzeniu z przodu i z tyłu. Po 66 minutach TS050 #7 wrócił na tor z Mikiem Conwayem za kierownicą, który dojechał na metę na 23. pozycji.

##### 6-godzinny wyścig Spa-Francorchamps
TS050 HYBRID #8 (Sébastien Buemi, Anthony Davidson, Kazuki Nakajima)

1 miejsce, 173 okrążenia, 7 pit stopów, najszybsze okrążenie: 1 min 57,722 s

TS050 HYBRID #7 (Mike Conway, Kamui Kobayashi)

2 miejsce, 173 okrążenia, 7 pit stopów, najszybsze okrążenie: 1 min 58,039 s

TS050 HYBRID #9 (Stéphane Sarrazin, Yuji Kunimoto, Nicolas Lapierre)

5 miejsce, 171 okrążeń, 7 pit stopów, najszybsze okrążenie: 1 min 58,020 s
Toyota TS050 Hybrid #8 zajęła 1. miejsce. Samochód prowadzili Sébastien Buemi, Anthony Davidson i Kazuki Nakajima.
Toyota TS050 Hybrid #7 prowadzona wyjątkowo przez 2 kierowców – Mike’a Conwaya i Kamui Kobayashiego, zajęła 2. miejsce, tracąc 1,992 s do liderów. W połowie wyścigu Kobayashi był na prowadzeniu, ale stracił przewagę, kiedy na tor dwukrotnie wyjechał samochód bezpieczeństwa. Za każdym razem TS050 Hybrid #7 był po pit stopie, tracąc przez to więcej czasu niż konkurenci, którzy zjechali z toru w czasie gdy obowiązywał limit prędkości 80 km/h. Z tego powodu samochód stracił około minuty i pozycję lidera.
Toyota TS050 Hybrid #7 zajęła 5. miejsce. Stéphane Sarrazin, Yuji Kunimoto i Nicolas Lapierre po raz pierwszy wystartowali razem. Samochód jechał z pakietem aerodynamicznym o małym docisku w ramach przygotowań TOYOTA GAZOO Racing do wyścigu w Le Mans.
Było to pierwsze podwójne zwycięstwo Toyoty w FIA WEC od wyścigu w Szanghaju w 2014 roku oraz 13. zwycięstwo od debiutu marki w serii w 2012 roku.

##### 24-godzinny wyścig w Le Mans
TS050 HYBRID #8 (Sébastien Buemi, Anthony Davidson, Kazuki Nakajima)

9 miejsce, 358 okrążenia, 27 pit stopów, najszybsze okrążenie: 3 min 18,604 s

TS050 HYBRID #7 (Mike Conway, Kamui Kobayashi, Stéphane Sarrazin)

nie ukończył, 154 okrążenia, 12 pit stopów, najszybsze okrążenie: 3 min 18,694 s

TS050 HYBRID #9 (Nicolas Lapierre, Yuji Kunimoto, José María López)

nie ukończył, 160 okrążeń, 13 pit stopów, najszybsze okrążenie: 3 min 19,321 s
TS050 Hybrid #7 wygrał pole position. Samochód prowadził w wyścigu przez pierwsze 10 godzin, ale musiał wycofać się z powodu problemu ze sprzęgłem. Bolid #8 jechał w czołówce przez 8 godzin, po czym przerwał wyścig na 2 godziny z powodu problemów z silnikiem. Potem wrócił na tor i zajął 9. miejsce oraz ustanowił najszybsze okrążenie wyścigu. Samochód #9 po 10 godzinach uległ wypadkowi – został uderzony od tyłu przez samochód klasy LMP2.
W czwartek podczas kwalifikacji Kamui Kobayashi uzyskał najszybszy czas okrążenia na torze Circuit de la Sarthe, bijąc rekord średniej prędkości ustanowiony 32 lata wcześniej.

## Wyniki
| Legenda oznaczeń w tabelach wyników Wyświetl szablon na nowej stronie | Legenda oznaczeń w tabelach wyników Wyświetl szablon na nowej stronie                                                                     |
| Oznaczenie                                                            | Wyjaśnienie |
| --------------------------------------------------------------------- | --- |
| Złoty                                                                 | Zwycięzca lub mistrzostwo |
| Srebrny                                                               | 2. miejsce lub wicemistrzostwo |
| Brązowy                                                               | 3. miejsce lub II wicemistrzostwo |
| Zielony                                                               | Ukończył, punktował (w klasyfikacji generalnej, gdy zdobył co najmniej jeden punkt na przestrzeni sezonu, poza trzema powyższymi opcjami) |
| Niebieski                                                             | Ukończył, nie punktował (w klasyfikacji generalnej, gdy nie zdobył co najmniej jednego punktu na przestrzeni sezonu)                      |
| Czerwony                                                              | Nie zakwalifikował się (NZ) |
| Czerwony                                                              | Nie prekwalifikował się (NPK) |
| Różowy                                                                | Nie ukończył (NU) |
| Różowy                                                                | Niesklasyfikowany (NS) (w klasyfikacji generalnej, gdy nie został sklasyfikowany w żadnym wyścigu sezonu)                                 |
| Czarny                                                                | Zdyskwalifikowany (DK) |
| Czarny                                                                | Wykluczony (WYK/EX) |
| Biały                                                                 | Nie wystartował (NW) |
| Biały                                                                 | Kontuzjowany (K/INJ) |
| Biały                                                                 | Wyścig odwołany (OD/C) |
| Bez koloru                                                            | Został wycofany (WYC/WD) |
| Bez koloru                                                            | Nie przybył (NP/DNA) |
| Bez koloru                                                            | Nie brał udziału w treningach (NT/DNP) |
| Bez koloru                                                            | Nie został zgłoszony (–) |
| Pogrubienie                                                           | Start z pole position |
| Kursywa                                                               | Najszybsze okrążenie wyścigu |
| †                                                                     | Nie ukończył, ale jego rezultat został zaliczony ze względu na przejechanie więcej niż 90% dystansu wyścigu.                              |
| *                                                                     | Sezon w trakcie |
| 1/2/3                                                                 | Punktowana pozycja w sprincie kwalifikacyjnym                                                                                             |
| Lista systemów punktacji Formuły 1                                    | |

| Rok  | Zespół              | Wyniki w poszczególnych eliminacjach | Wyniki w poszczególnych eliminacjach | Wyniki w poszczególnych eliminacjach | Wyniki w poszczególnych eliminacjach | Wyniki w poszczególnych eliminacjach | Wyniki w poszczególnych eliminacjach | Wyniki w poszczególnych eliminacjach | Wyniki w poszczególnych eliminacjach | Punkty | Pozycja |
| ---- | ------------------- | ------------------------------------ | ------------------------------------ | ------------------------------------ | ------------------------------------ | ------------------------------------ | ------------------------------------ | ------------------------------------ | ------------------------------------ | ------ | ------- |
| 2012 | Toyota Racing       | SEB                                  | SPA                                  | LMS                                  | SIL                                  | SÃO                                  | BHR                                  | FUJ                                  | SHA                                  | 96     | 2       |
| 2012 | Toyota Racing       |                                      |                                      | NU                                   | 2                                    | 1                                    | NU                                   | 1                                    | 1                                    | 96     | 2       |
| 2012 | Toyota Racing       | NU                                   |                                      |                                      |                                      |                                      |                                      |                                      |                                      | 96     | 2       |
| 2013 | Toyota Racing       | SIL                                  | SPA                                  | LMS                                  | SÃO                                  | COA                                  | FUJ                                  | SHA                                  | BHR                                  | 142,5  | 2       |
| 2013 | Toyota Racing       | 4                                    | NU                                   | 4                                    |                                      |                                      | 1                                    | 2                                    | NU                                   | 142,5  | 2       |
| 2013 | Toyota Racing       | 3                                    | 4                                    | 2                                    | NU                                   | 2                                    | 27                                   | NU                                   | 1                                    | 142,5  | 2       |
| 2014 | Toyota Racing       | SIL                                  | SPA                                  | LMS                                  | COA                                  | FUJ                                  | SHA                                  | BHR                                  | SÃO                                  | 289    | 1       |
| 2014 | Toyota Racing       | 2                                    | 3                                    | NU                                   | 6                                    | 2                                    | 2                                    | 1                                    | 4                                    | 289    | 1       |
| 2014 | Toyota Racing       | 1                                    | 1                                    | 3                                    | 3                                    | 1                                    | 1                                    | 11                                   | 2                                    | 289    | 1       |
| 2015 | Toyota Gazoo Racing | SIL                                  | SPA                                  | LMS                                  | NÜR                                  | COA                                  | FUJ                                  | SHA                                  | BHR                                  | 164    | 3       |
| 2015 | Toyota Gazoo Racing | 3                                    | 8                                    | 8                                    | 5                                    | 4                                    | 5                                    | 6                                    | 4                                    | 164    | 3       |
| 2015 | Toyota Gazoo Racing | 4                                    | 5                                    | 6                                    | 6                                    | NU                                   | 6                                    | 5                                    | 3                                    | 164    | 3       |

| Rok  | Zespół              | Wyniki w poszczególnych eliminacjach | Wyniki w poszczególnych eliminacjach | Wyniki w poszczególnych eliminacjach | Wyniki w poszczególnych eliminacjach | Wyniki w poszczególnych eliminacjach | Wyniki w poszczególnych eliminacjach | Wyniki w poszczególnych eliminacjach | Wyniki w poszczególnych eliminacjach | Wyniki w poszczególnych eliminacjach | Punkty | Pozycja |
| ---- | ------------------- | ------------------------------------ | ------------------------------------ | ------------------------------------ | ------------------------------------ | ------------------------------------ | ------------------------------------ | ------------------------------------ | ------------------------------------ | ------------------------------------ | ------ | ------- |
| 2016 | Toyota Gazoo Racing | SIL                                  | SPA                                  | LMS                                  | NÜR                                  | Mex                                  | COA                                  | FUJ                                  | SHA                                  | BHR                                  | 229    | 3       |
| 2016 | Toyota Gazoo Racing | 4                                    | 26                                   | NU                                   | 5                                    | NU                                   | 5                                    | 4                                    | 3                                    | 4                                    | 229    | 3       |
| 2016 | Toyota Gazoo Racing | 5                                    | NU                                   | 2                                    | 6                                    | 3                                    | 3                                    | 1                                    | 2                                    | 5                                    | 229    | 3       |
| 2017 | Toyota Gazoo Racing | SIL                                  | SPA                                  | LMS                                  | NÜR                                  | Mex                                  | COA                                  | FUJ                                  | SHA                                  | BHR                                  | 26,5*  | 2*      |
| 2017 | Toyota Gazoo Racing | 23                                   |                                      |                                      |                                      |                                      |                                      |                                      |                                      |                                      | 26,5*  | 2*      |
| 2017 | Toyota Gazoo Racing | 1                                    |                                      |                                      |                                      |                                      |                                      |                                      |                                      |                                      | 26,5*  | 2*      |

* – sezon w trakcie